# Peso México

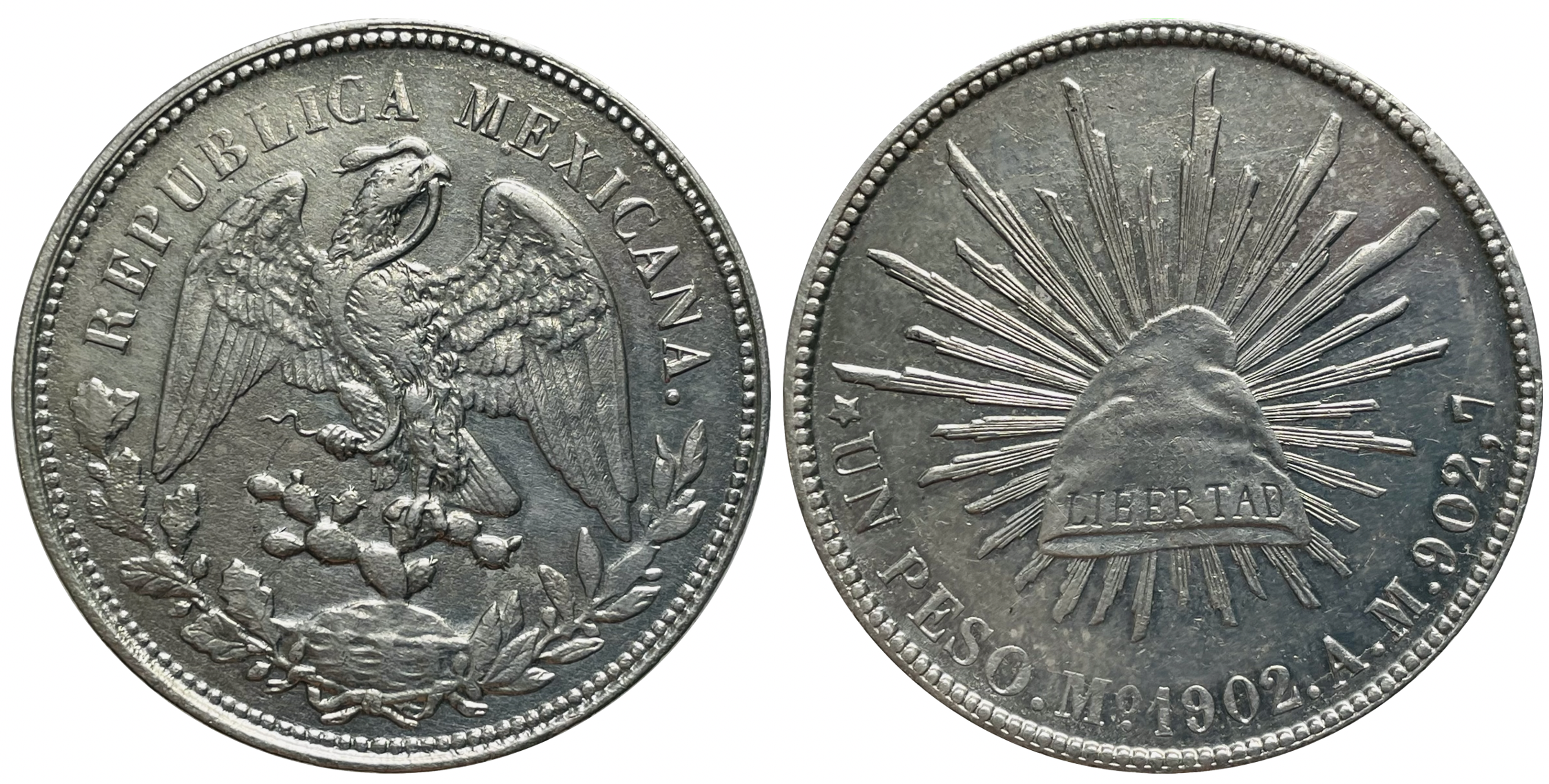
1 peso bạc Mexico đời thứ 2 (1899 - 1909), với 90,27% bạc, trọng lượng 27,073gr và đường kính 38,5mm

Peso là đơn vị tiền tệ chính thức của México. Nó được gắn ký hiệu là "$", cơ bản giống như dollar Mỹ vì peso lấy tên nó từ tiền tệ Mexico-Tây Ban Nha. Mã ISO 4217 của peso là MXN; trước đợt định giá lại năm 1993 (xem dưới đây), mã đồng peso là "MXP". Peso Mexico được chia thành 100 centavos, ký hiệu bằng "¢". Tên gọi peso có nghĩa là trọng lượng trong tiếng Tây Ban Nha.
Đến đầu thế kỷ 20 đồng peso còn đúc bằng bạc với thanh sắc cao nên được nhận lưu hành gần như chính thức khắp hai bên bờ Thái Bình Dương ở Mỹ Châu lẫn Á Châu và các đảo Thái Bình Dương. Ở Việt Nam đồng peso này được gọi là đồng con cò, đồng con ó, hay văn vẻ nhất la đồng kê ngân (nghĩa là bạc con gà) vì khắc hình con chim ó của Mexico.